# موسى نوح كامارا
موسى نوح كامارا (مواليد 6 أغسطس 2000) هو لاعب كرة قدم سيراليوني يلعب كمهاجم في نادي إيست إند ليونز ومنتخب سيراليون.